# Metropolie New Jersey
Metropolie New Jersey je jedna z metropolií americké archiepiskopie Konstantinopolského patriarchátu.

## Historie a území
Dne 15. března 1979 byla zřízena eparchie New Jersey.
Dne 20. prosince 2002 získala eparchie statut metropolie.
Zahrnuje státy New Jersey, Delaware, Maryland, jihovýchodní části Pensylvánie a Virginie.

## Seznam biskupů a metropolitů
- 1979–1999 Silas (Koskinas)
- 1999–1999 Georgios (Papaioannou)

### Metropolie New Jersey
- - 2002–2003 Dimitrios (Trakatellis) dočasný správce
- 2003–2020 Evangelos (Kourounis)
  - 2020–2023 Elpidoforos (Lampryniadis) dočasný správce
- od 2023 Apostolos (Koufallakis)